# サブリナ・サトウ
サブリナ・サトウ・ラハール（Sabrina Sato Rahal、1981年2月4日 - ）はブラジルのプレゼンター、女優、モデル。リアリティショー『en:Big Brother Brasil』第3シーズン（ヘジ・グローボ）の出演で知られるようになった。彼女は10年間、プログラムPânicoを統合してキャリアを築いた。2013年に彼女はRecordTVに採用され、2014年から2019年まで、毎週のサブリナプログラムという名前が付いた夜の講堂プログラムを発表した。2020年3月8日から、サブリナはサンデーショーのアトラクションを指揮し始める。

## 若年期
サトウはサンパウロ州ペナポリスで1981年2月4日に生まれた。父で実業家のオマール・ラハールはレバノン人の父とスイス国籍の母を持ち、母で心理学者のキカ・サトウ・ラハールは日本人の両親のもとに生まれた。サブリナは3人姉妹の真ん中の子供であり、姉はカリーナ、妹はカリンである。
幼少期から女優になることを志し、ペナポリスで演劇とクラシックバレエを習っていた。16歳の時、一家でサンパウロに移り住んだ。これは、大都市でより良い生活を求めるだけでなく、サブリナにバレエやダンスのより良いレッスンを受けさせ、映画や演劇の勉強をさせ、女優としての登録を取得することが目的だった。
これらの目標を達成した後、18歳の時に一人でリオデジャネイロに移り、リオデジャネイロ連邦大学のダンス学科に入学した。現在はサンパウロに住んでいる。

## テレビ番組での経歴

### ビッグブラザーブラジル
リアリティ番組『ビッグ・ブラザー』ブラジル版の第3シーズンのメンバーであり、6位にランクしていた。ラジオ局Jovem Panが主催する人気若者向けコメディ番組『Pânico』に出演し、有名になった。番組の中で自身の知的な限界とカイピーラアクセントを自虐的にネタにした。

### Pânico na TV
2003年9月にRede TVのテレビ番組『Pânico na TV』のリポーターになり、番組内で危険であると思われる変わったトリックに挑んだ。例えば、体中をミツバチで覆われたり、生き埋めになったり、虫さえ食べた。2006年には番組を降板すると発表した。
最初のシングル『É Verdade』（彼女のキャッチフレーズで、「それは真実である」という意味）を発売したすぐ後に降板すると思われていた。しかし、後に番組に戻り、全てが派手な宣伝活動であったことを明らかにした。

### その他の経歴
2回、ブラジル版『PLAYBOY』の表紙を飾り、ヌードを披露している。同誌の表紙を飾った初のアジア系ブラジル人である。

## フィルモグラフィー

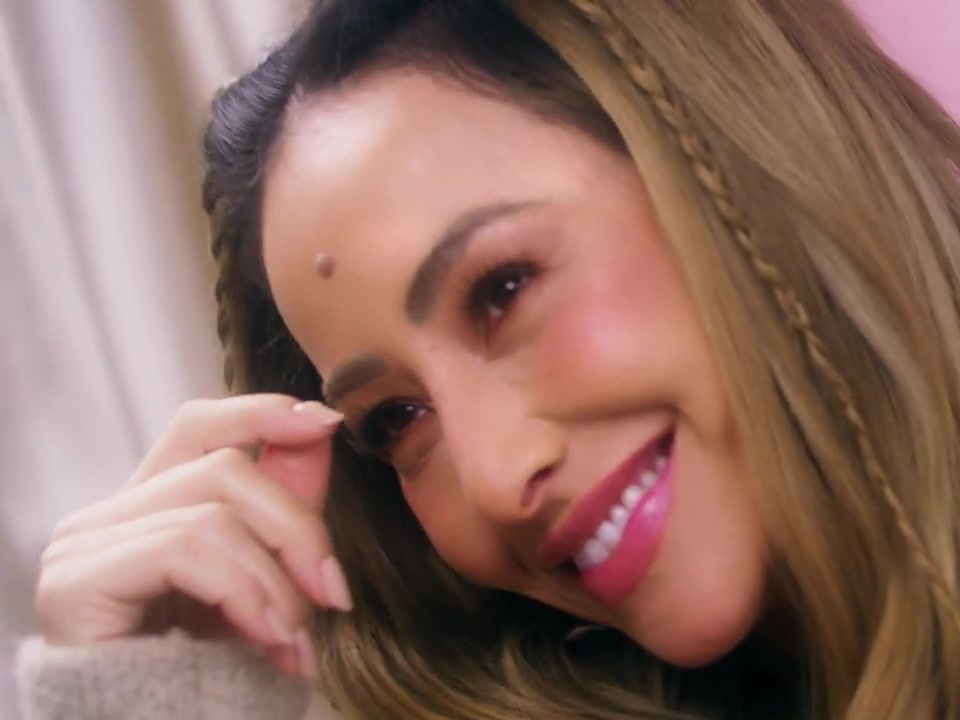
佐藤サブリナ (2021)

### テレビ
| 年        | タイトル            | 位置         | 備考           |
| --------- | ------------------- | ------------ | -------------- |
| 2000–01   | Domingão do Faustão | バレリーナ   |                |
| 2003      | Big Brother Brasil  | 参加者       | サードシーズン |
| 2003–12   | Pânico na TV        | プレゼンター |                |
| 2012–13   | Pânico na Band      | プレゼンター |                |
| 2014–19   | Programa da Sabrina | プレゼンター |                |
| 2015      | Família Record      | プレゼンター | 新年スペシャル |
| 2017      | Família Record      | プレゼンター | 新年スペシャル |
| 2019      | Família Record      | プレゼンター | 新年スペシャル |
| 2020–現在 | Domingo Show        | プレゼンター |                |